# Menorragie
Bij menorragie verliezen vrouwen meer menstruatiebloed dan bij een menstruatie normaal is. Dit komt voor bij ongeveer een op de vijf vrouwen.
Men spreekt van menorragie als de periode van bloedverlies langer dan zeven dagen per menstruatiecyclus is en / of er tijdens de menstruatie in korte tijd veel meer dan een normale hoeveelheid bloed vrijkomt. Gewoonlijk verliest een vrouw ongeveer 40 ml. tijdens een menstruatieperiode; in geval van menorragie kan dat wel twee keer zoveel (80 ml.) zijn. Daarbij kunnen er ook grote bloedstolsels in het bloed zitten.
Vrouwen met menorragie kunnen last hebben van vermoeidheid en bloedarmoede. Daarnaast kan het verliezen van veel bloed ineens en de grotere kans op doorlekken de vrouw belemmeren in haar dagelijks leven. In deze gevallen kunnen de vrouwen last hebben van menstruatieschaamte.
Wanneer meiden beginnen te menstrueren kunnen de eerste menstruaties onregelmatig zijn en/of met heviger bloedverlies gepaard gaan. Meestal wordt de cyclus na enige tijd regelmatig. Wanneer vrouwen aan het eind van hun vruchtbare periode komen, in de overgang, kan dit ook gepaard gaan met het onregelmatiger worden van de cyclus waarbij ook heviger en langdurigere bloedingen kunnen voorkomen, soms van wel enkele weken. In de overgang is de oorzaak van menorragie vaak gelegen in de veranderende hormoonhuishouding. De langdurige menstruatie kan in dat geval gestopt worden door hormonen.

## Oorzaken
Bij het vermoeden van menorragie is onderzoek door een arts gewenst. De menorragie kan veroorzaakt worden doordat de productie van de hormonen oestrogeen en progesteron niet in balans is of een achterliggend probleem zoals endometriose of een vleesboom. Ook kan menorragie een indicatie zijn voor baarmoederhals- of baarmoederkanker.

## Behandeling
Bij vrouwen die nog zwanger willen worden, kan uitsluitend hormonale behandeling van menorragie gebruikt worden. Vaak geeft ook het gebruik van een hormonale anticonceptiemethode, zoals de pil, vermindering van de klachten. Vrouwen die niet meer zwanger willen worden, kunnen hun baarmoeder laten verwijderen om van de klachten af te komen. Er is ook een methode, novasure, die alleen het baarmoederslijmvlies verwijdert. Deze methode is veel minder ingrijpend dan het verwijderen van de complete baarmoeder. Wanneer het baarmoederslijmvlies verwijderd is, kan er nog wel een zwangerschap ontstaan, maar deze zwangerschap kan niet worden uitgedragen. Bij seksuele activiteit is in dat geval een andere vorm van anticonceptie noodzakelijk.